# 몽벨랑
몽벨랑(프랑스어: Mont Vélan)은 스위스와 이탈리아의 국경에 위치한 페나인 알프스의 산이다. 해발 3,727미터의 몽벨랑은 그랑 생베르나르 호스피스와 그랑꽁뱅 사이에 있는 가장 높은 정상이다. 서쪽의 초데 빙하(Glacier de Tseudet)와 동쪽의 발소레 빙하(Glacier de Valsoray)를 포함해 두 개의 큰 빙하가 북쪽 측면을 덮고 있다. 서쪽에 있는 프로 빙하(Glacier de Proz)는 최초 등반 동안 횡단했다.
산은 발레주의 부르생피에르(Bourg-Saint-Pierre) 남쪽과 발레다오스타주의 에트라블스(Etroubles) 북쪽에 있다. 프티 벨랑은 주요 정상의 북쪽에 있는 같은 대산괴의 낮은 정상이다.

## 첫등정
벨랑산의 성공적인 최초 등정의 주인공은 그랑 생베르나르 호스피스의 로랑 조제프  뮤리트의 사제였다. 그는 1742년 셈브란케르의 인근 마을에서 태어났고, 1776년에 성품을 받았다. 뮤리트는 성직자일 뿐만 아니라 과학자였으며, 발레에 대한 식물 안내서의 저자였다. 그는 제네바 과학자들과 친분이 있었고, 그들이 리데스 교구나 생베르나르 호스피스에 왔을 때 그들을 환영했으며, 이후에는 그 교구의 교구장이 되기도 했다. 그는 그 지역에서 가장 인상적인 봉우리인 몽벨랑을 오르기로 결정했다.

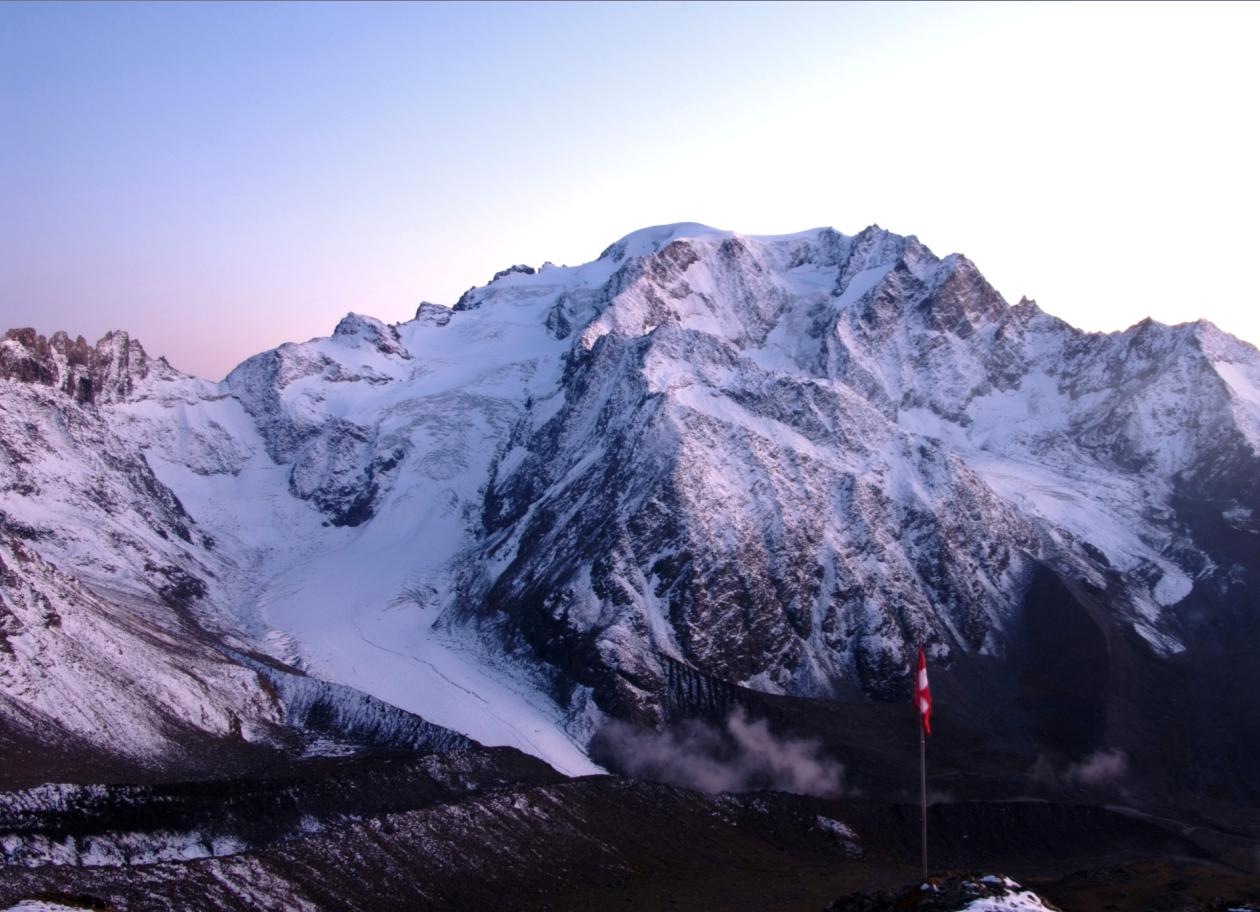
발소레 산장에서 본 몽벨랑

뮤리트는 등반을 이끄는 방법을 어느 정도 알고 있는 두 명의 사냥꾼을 찾았고, 세 사람은 1779년 8월 31일 며칠 동안 먹을 음식과 운 좋게도 등반 중에 부러지지 않은 기압계를 들고 시작했다. 그들은 도중에 하룻밤을 자고, 프로 빙하에서 산을 공략하기 시작했다. 그들은 수많은 어려움을 겪었다. 무엇보다도 뮤리트는 뾰족한 망치로 계단과 손을 움켜쥐면서 올라간 얼음 벽이었다. 사냥꾼들은 더위와 피로에 대해 불평했지만 뮤리트는 성공적으로 정상에 도달했다. 그가 리드로 돌아왔을 때 그는 자신의 등반을 설명하기 위해 호레이스 베네딕트 드 소쉬르에게 의기양양하게 편지를 썼다.
| “ | 당신이 나와 함께 있었다면 당신이 상상할 수 있는 가장 멋진 산과 빙하의 장관을 즐겼을 것입니다. 생베르나르에서 제네바 호수까지, 브베에서 고트하르트까지, 고트하르트에서 토리노까지 ... 그러나 나는 당신이 그토록 황홀한 경치를 즐길 수 있도록 도와주겠다고 약속할 수 없습니다. 내 자신의 대담함에도 불구하고, 이 겨울 거인의 정상을 차지하는 데 너무 많은 어려움을 겪었죠. | ” |

그의 업적에 자부심을 느끼며, 그는 몇 달 후 제네바 여행자 마르코도르 보리트에게도 다음과 같이 자랑을 늘어놓았다.
| “ | 뷔엣에서 바라보는 전망은 웅장하지만, 몽블랑의 가장 높은 지점보다 거의 100 투아제 정도 낮은 벨랑은 당신을 기쁘게 했을 것입니다. 격동의 바다처럼 보이는 언덕 ... 나는 유럽에서 처음으로 등반한 위대한 봉우리 중 하나를 올랐습니다. | ” |